# Epirinus ngomae
Epirinus ngomae là một loài bọ cánh cứng trong họ Bọ hung (Scarabaeidae).